# Monosmilus
O gênero Monosmilus é um género extinto de peixe que viveu entre 41 e 54 milhões de anos atrás no período Eoceno encontrado em mares rasos onde hoje é a província de Punjab no Paquistão.

## Descrição
Morfologicamente, eles podem ser identificados como primeiros representantes das anchovas que vivem hoje. Ao contrário delas, Monosmilus era um predador.  M. chureloides, medido em média 1 metro, tinha 16 dentes curvos em forma de presa na mandíbula inferior, pequenos na parte de trás e progressivamente maiores em direção à frente. A presa mais longa tinha 2 cm, ou cerca de 20% do comprimento de toda a cabeça. Esse peixe provavelmente substituía os dentes periodicamente.